# Elisabet

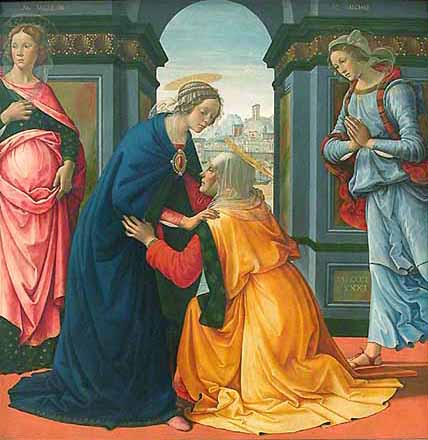
Schilderij van Maria-Visitatie door Domenico Ghirlandaio

Elisabet was volgens het Evangelie volgens Lucas een afstammeling van Aäron, de vrouw van Zacharias, de moeder van Johannes de Doper en de nicht van Maria. Elisabet en haar man worden beschreven als rechtvaardige en vrome mensen.
Een engel kondigt aan Zacharias aan dat hij een zoon zal krijgen. Op dat moment zijn hij en Elisabet al op hoge leeftijd gekomen. Na die aankondiging wordt Elisabet zwanger, en zij verbergt zich vijf maanden lang. Ze zegt hierover: "Zo heeft de Here aan mij gedaan in de dagen, waarin Hij op mij nederzag om mijn smaad onder de mensen weg te nemen." In de zesde maand van haar zwangerschap kondigt een engel aan haar nicht Maria aan dat ook zij zwanger zal worden. Daarna reist Maria naar Elisabet toe, en blijft daar drie maanden, misschien tot na de geboorte van Johannes. Op het moment dat Elisabet Maria hoort aankomen, springt het kind op in haar schoot en wordt ze vervuld van de Heilige Geest. Ze zegt dan tegen Maria: "De meest gezegende ben je van alle vrouwen, en gezegend is de vrucht van je schoot! Wie ben ik dat de moeder van mijn Heer naar mij toe komt? Toen ik je groet hoorde, sprong het kind van vreugde op in mijn schoot. Gelukkig is zij die geloofd heeft dat de woorden van de Heer in vervulling zullen gaan." (De Nieuwe Bijbelvertaling)
De zegeningswoorden van Elisabet (cursief) worden ook in het Ave Maria (Weesgegroet) gebeden. Deze komen na het begroetingsvers van de aartsengel Gabriël (Ave Maria, vol van genade, de Heer is met U) en vóór de verzen van de gemeenschap of de gelovige (Heilige Maria, Moeder van God, bid voor ons, zondaars, nu en in het uur van onze dood).
Elizabet wordt als een heilige vereerd in de katholieke, orthodoxe en anglicaanse traditie.

## Elisabeth, Elisabet, Isabel
In 1968 besloten de Katholieke Bijbelstichting en het Nederlands Bijbelgenootschap dat de meeste namen niet meer met th maar met 't' zouden worden geschreven. Voor de naam Elisabet lijkt dat terecht, omdat in de grondtekst de letter tau, dus niet thèta, is gebruikt.
Ook de spelling Elizabeth komt voor.
De Spaanse en Portugese vorm van de naam Elisabet is Isabel.